# ПФК Литекс (Ловеч) II
ПФК Литекс (Ловеч) II е името на втория футболен отбор на Литекс (Ловеч). Отборът се е състезава в първенството на българската Дублираща футболна група от 2008 до 2009 след което първенството е закрито. От сезон 2015/16 отборите имат право да имат втори отбор който да играе в Б Група.

## История
В първото издание на турнира през сезон 2008/2009 г. оранжевите завършват на 4-то място. В отбора се състезават предимно юноши от Академия Литекс, както и футболисти които не попадат в групите за мачовете на представителния отбор и възстановяващите се след продължително лечение на травми и контузии състезатели. През сезон 2009/10 зимува като есенен първенец с актив от 11 победи, един равен и само три загуби. Два кръга преди финала на първенството подобно на първия състав, дублиращият отбор на Литекс също триумфира с шампионската титла. Оранжевите финишират с 11 точки преднина пред втория състав на Сливен допускайки едва два равни мача и само четири загуби. 
През 2015 отбора е възстановен и заиграва в Б група след промяна в регламента на първенството. Отборът трябва да играе най-малко една група под основния тим. Той няма право на промоция в А ФГ и не може да играе в турнира за купата на България. През 2016 г. отборът е разформиран и не съществува.

## Последен състав
Към 1 юли 2015 г.